# Ma nounou brésilienne
Ma nounou brésilienne (Glück auf Brasilianisch) est un téléfilm allemand, réalisé par Dietmar Klein, et diffusé en 2011.

## Synopsis
Veuf depuis deux ans, Edgar Strack, conseiller en gestion d'entreprise, élève seul ses trois enfants. Il se retrouve bientôt totalement submergé par ses obligations, tant professionnelles que familiales, et par sa nouvelle relation avec Barbara. Il décide d'engager une nounou, qui n'est d'autre que la brillante interprète Ana, une ex-collègue qu'il vient de licencier. Rapidement, la jeune femme se révèle être d'une aide précieuse pour Edgar, qui retrouve un quotidien paisible et organisé...

## Fiche technique
- Titre allemand : Glück auf Brasilianisch
- Réalisation : Dietmar Klein
- Scénario : Thomas Hernadi
- Photographie : Johannes Geyer
- Musique : Jochen Schmidt-Hambrock
- Durée : 89 min

## Distribution
- Markus Knüfken (V. F. : Laurent Morteau) : Edgar Strack
- Carolina Vera (V. F. : Danièle Douet) : Ana Mendez
- Simone Hanselmann (V. F. : Adeline Moreau) : Barbara Seibold
- Cuco Wallraff : Oliveira
- Monique Schröder (V. F. : Leslie Lipkins) : Doro Strack
- Marvin Jaacks (V. F. : Thomas Sagols) : Mike Strack
- Elisabeth Böhm (V. F. : Gwenaelle Jegou) : Emma
- Dietrich Hollinderbäumer (V. F. : Julien Kramer) : Gustav Seibold
- Andrea Eckert (V. F. : Laurence Charpentier) : Gabriela
- Sven Martinek (V. F. : Stéphane Ronchewski) : Andreas Behrens

Sources et légende : Version française selon le carton de doublage français.